# نادي السالمية
نادي السالمية الرياضي، هو نادي كرة قدم ونادي رياضي كويتي يقع في السالمية تأسس عام  13 يونيو 1964، ويضم عشر رياضات: كرة القدم، الكرة الطائرة، تنس الطاولة، التنس، الاسكواش، المبارزة، الجودو. والتايكوندو والكاراتيه وألعاب القوى.
استطاع أن يخرج العديد من اللاعبين المميزين في الكرة الكويتية، مثل محبوب جمعه وصالح العصفور وعلي مروي وجاسم الهويدي وبشار عبد الله. حقق نادي السالمية العديد من البطولات، ففاز في لقب الدوري الكويتي أربعة مرات، وفاز في لقب كأس الأمير مرتين، وحصل على لقب كأس ولي العهد مرتين، وفاز في كأس الخرافي مرة واحدة.

## تاريخ النادي
تم تأسيس نادي السالمية في عام 1964 وذلك في اليوم الثالث عشر من شهر يونيو، برقم إشهار 26. هذا وقد تم إعلانه في العدد 483 من الجريدة الرسمية الصادرة بتاريخ 21-6-1964. وقد أعيد إشهار نظامه الأساسي بموجب قرار الهيئة العامة للشباب والرياضة 483 عام 1995.
و تبلغ مساحة النادي الإجمالية 94 ألف متر مربع تقريبا, يذكر أن النادي تم إنشاءه لعدة أغراض أولها: 1- النشاط الرياضي.2- النشاط الثقافي.3- النشاط الاجتماعي.
و قد تم فتح باب الانتساب لعضوية النادي للجمهور في 6-7-1964 ليكونوا أعضاء في جمعيته العمومية.و الجدير بالذكر أن نادي السالمية الرياضي عضو عامل في جميع الاتحادات الرياضية.
يضم نادي السالمية الرياضي عشرة لعبات رياضية هي : كرة القدم, كرة اليد, كرة الطاولة, التنس الأرضي, الإسكواش, المبارزة, الجودو, التايكوندو, الكاراتيه وألعاب القوى.
لم يقصّر النادي في خدمة بلدنا الكويت, فقد قدّم له العديد من النجوم الذين برزوا وسطعوا في مجالاتهم الرياضية, وقد برز العديد منهم ومثّلوا منتخباتنا الوطنية بمختلف الألعاب الرياضية.
يضم شعار النادي لوني الأزرق والأخضر، بالإضافة إلى الأحمر والأبيض والأخضر, وجاءت فكرة تصميم الشعار من موقع السالمية على خريطة دولة الكويت, فاللون الأخضر يمثل اليابسة, بينما يمثل اللون السماوي الجزء البحري.

## إنجازاته
- الدوري الكويتي (أربع مرات) : 1980/1981، 1994/1995، 1997/1998، 1999/2000.
- دوري الدرجة الأولى الكويتي (مرة واحدة) : 1971/1972
- كأس الأمير (مرتين) : 1992/1993، 2000/2001.
- كأس ولي العهد (مرتين) : 2000/2001، 2015/2016.
- كأس الخرافي (مرة واحدة) : 2000/2001.

## رؤساء النادي
| الأعوام         | الرئيس                   |
| --------------- | ------------------------ |
| 1964 - 1965     | عبد العزيز محمد الرشيد   |
| 1966            | جاسم محمد الوقيان        |
| 1967 - 1972     | عبد العزيز محمد الرشيد   |
| 1973 - 1975     | علي صباح السالم الصباح   |
| 1975 - 1981     | محمد يوسف الصباح         |
| 1981 - 1982     | سالم فهد السالم الصباح   |
| 1982 - 2008     | خالد اليوسف الصباح       |
| 2008 - 2011     | عبد الله الطريجي         |
| 2012 - حتى الآن | الشيخ تركي اليوسف الصباح |

## تشكيلة الفريق الحالية
- آخر تحديث: 1 سبتمبر 2015.

ملاحظة: تشير الأعلام إلى المنتخب الوطني على النحو المحدد في قواعد الأهلية للفيفا. قد يحمل اللاعبون أكثر من جنسية واحدة غير تابعة للفيفا.
| الرقم | البلد  | المركز | اللاعب           |
| ----- | ------ | ------ | ---------------- |
| 35    | الكويت |        | عبدالرحمن الفضلي |
| 4     | الكويت | مدافع  | فهد المجمد       |
| 34    | الأردن | مدافع  | ألكس ليما        |
| 16    | الكويت | وسط    | مهدي دشتي        |
| 10    | الكويت | مهاجم  | مبارك الفنيني    |
| 8     | الأردن | مهاجم  | عدي الصيفي       |
| 17    | الكويت | مهاجم  | فواز عايض        |
| 23    | الكويت | مدافع  | سانج بير مندي    |
| 13    | الكويت | مدافع  | علي نادر         |
| 45    | الكويت | مهاجم  | جمعة سعيد        |
| 33    | الكويت | وسط    | بدر جمال         |
| 15    | الكويت | وسط    | حمد القلاف       |

| الرقم | البلد  | المركز | اللاعب            |
| ----- | ------ | ------ | ----------------- |
| 21    | الكويت | حارس   | سطام الحسيني      |
| 22    | الكويت | حارس   | فواز الفضلي       |
| 9     | الكويت | مهاجم  | عمر المسبحي       |
| 30    | الكويت | وسط    | فهد مرزوق العتيبي |
| 31    | الكويت | مدافع  | عمر الصانع        |
| 35    | الكويت | حارس   | خالد الرشيدي      |
| 8     | الكويت | وسط    | محمد الهويدي      |
| 50    | الكويت | مدافع  | غازي القهيدي      |
| 71    | سوريا  | مدافع  | أحمد ديب          |
| 99    | الأردن | مهاجم  | محمود زعترة       |
|       | سوريا  | مهاجم  | فراس الخطيب       |

## مدربي الفريق
| الأعوام                   | الاسم               | الجنسية         |
| ------------------------- | ------------------- | --------------- |
| 1991 - 1994               | إديسون تافاريس      | البرازيل        |
| 1995 - 1996               | ديفيد روبرتس        | إنجلترا         |
| 1996 - 1998               | صالح العصفور        | الكويت          |
| 1998 - 1999               | ألكسندر مولدوفان    | رومانيا         |
| 1999 - 2000               | وليام توماس         | بلجيكا          |
| 2000 - 2001               | إيفان بوليان        | كرواتيا         |
| 2001                      | عادل عبد النبي      | الكويت          |
| 2001 - 2003               | ألفريد ريدل         | النمسا          |
| 2005 - 2006               | صالح العصفور        | الكويت          |
| 2006 - 2007               | ألكسندر ساندرو      | المجر           |
| 2007 - 2008               | مانويل نيكا         | البرتغال        |
| 2008                      | محمد إبراهيم        | الكويت          |
| 2008                      | ميهاي ستويكيتا      | رومانيا         |
| 2009 - 2010               | صالح زكريا          | الكويت          |
| 2011 فبراير - 2011 ديسمبر | محمد كرم            | الكويت          |
| 2011 ديسمبر - 2013        | سانيين ألقيتش       | البوسنة والهرسك |
| 2013 - 2014               | ميهاي ستويكيتا      | رومانيا         |
| 2014 - 2015               | محمد دهيليس العتيبي | الكويت          |
| 2015 - 2015               | فولفغانغ رولف       | ألمانيا         |
| 2016 - 2017               | محمد دهيليس العتيبي | الكويت          |
| 2016- حتى الآن            | عبد العزيز حمادة    | الكويت          |